# Strażnica WOP Czermna
Strażnica Wojsk Ochrony Pogranicza Sackisch/Słone/Czermna – nieistniejący obecnie podstawowy pododdział Wojsk Ochrony Pogranicza pełniący służbę graniczną na granicy polsko-czechosłowackiej.
Strażnica Straży Granicznej w Czermnej – nieistniejąca obecnie graniczna jednostka organizacyjna Straży Granicznej realizująca zadania bezpośrednio w ochronie granicy państwowej z Czechosłowacją/Republiką Czeską.

## Formowanie i zmiany organizacyjne
Strażnica została sformowana w 1945 w strukturze 52 komendy odcinka jako 241 strażnica WOP (Sackisch) o stanie 56 żołnierzy. Kierownictwo strażnicy stanowili: komendant strażnicy, zastępca komendanta do spraw polityczno-wychowawczych i zastępca do spraw zwiadu. Strażnica składała się z dwóch drużyn strzeleckich, drużyny fizylierów, drużyny łączności i gospodarczej. Etat przewidywał także instruktora do tresury psów służbowych oraz instruktora sanitarnego. Strażnica wystawiła placówkę w Brzozowicach.
Od 15 marca 1954 wprowadzono nową numerację strażnic, a strażnica WOP Czermna otrzymała nr 251. 
W 1956 rozpoczęto numerowanie strażnic na poziomie brygady. Strażnica I kategorii Czermna była 15. w 5 Brygadzie Wojsk Ochrony Pogranicza. W 1960, po kolejnej zmianie numeracji, strażnica posiadała numer 12 i zakwalifikowana była do kategorii IV w 5 Sudeckiej Brygadzie WOP . W 1964 strażnica WOP nr 11 Czermna uzyskała status strażnicy lądowej i zaliczona została do III kategorii.
22 sierpnia 1989 została rozformowana strażnica WOP Pstrążna. Od tej pory strażnica WOP Czermna ochraniała odcinek granicy państwa od znaku granicznego nr V/45 (włącznie) do zn. gran. nr V/173/3 (wyłącznie).
Straż Graniczna:

15 maja 1991 po rozwiązaniu Wojsk Ochrony Pogranicza, 16 maja 1991 strażnica w Czermnej weszła w podporządkowanie Sudeckiego Oddziału Straży Granicznej i przyjęła nazwę strażnica Straży Granicznej w Czermnej.
Realizując zadania wynikające ze strategii przekształceń w SG, rozpoczęto ograniczanie ilości strażnic podległych Sudeckiemu Oddziałowi SG w 1999 Strażnica SG w Czermnej została rozformowana, a ochraniany odcinek granicy przejęła strażnica SG w Radkowie .

## Ochrona granicy
Strażnice sąsiednie:
- 240 strażnica WOP Lewin ⇔ 242 strażnica WOP Stransdorf – 1946.

## Dowódcy strażnicy
- por. Władysław Łukasiewicz (był w 1952)
- ppor. Stanisław Solarz (1952)
- chor. Józef Rudzik (był w 1952)
- kpt. Kućka (był w 2. poł. lat 70.).